# Шлейдер, Владимир Антонович
Владимир Антонович Шлейдер (02.01.1932, пос. Бороковка Западно-Сибирского края (ныне Кемеровская область) — 23.02.1990, Иркутск) — горный инженер-геолог, специалист в области поисков и разведки месторождений урана, лауреат Государственной премии СССР.
В 1956 г. окончил Томский политехнический институт по специальности «горный инженер-геолог».
В 1956—1963 гг. работал на поисках и разведке месторождений урана в различных рай онах Восточной Сибири в полевых партиях № 117, 119, 124, 126, 129 Сосновской экспедиции 1-го Государственного геологоразведочного управления Министерства геологии СССР: младший геолог, геолог, старший геолог. Принимал участие в открытии и разведке месторождений урана Сигирлинское и Кукинское, в проведении горно-буровых разведочных работ и составлении отчета с подсчетом запасов по месторождениям урана Дурулгуевское и Курулинское.
С 1964 г. старший, с 1979 г. главный геолог по разведке партии № 324. При его непосредственном участии и руководстве в 1964—1987 гг. в восточной части Стрельцовского рудного поля было открыто 8 месторождений, предварительно и детально разведано 10 месторождений, в том числе Стрельцовское, Антей, Октябрьское, Лучистое, Мартовское, Широндукуйское.
В 1987—1990 главный геолог экспедиции № 33 в МНР. Занимался разведкой урановых месторождений Дорнот Гурван-Булак и Мардайнгол, с его непосредственным участием составлены отчеты с оценкой запасов урана.
Лауреат Государственной премии СССР (1980) — за создание ураново-рудной минерально-сырьевой базы Приаргунского горно-химического комбината, в составе коллектива: Дмитрий Петрович Бобрицкий, Николай Степанович Зонтов, Михаил Владимирович Шумилин, Очир Николаевич Шанюшкин, Вячеслав Александрович Солодовников, Владимир Антонович Шлейдер, Ревир Григорьевич Карманов, Виктор Иванович Пулин, Пётр Петрович Дрижд, Сагит Хадыевич Хамидуллин, Лидия Амосовна Орлова, Виталий Евгеньевич Вишняков.
Награждён орденом Ленина (1971).